# 1978 Patrice
1978 Patrice eller 1971 LD är en asteroid i huvudbältet som upptäcktes den 13 juni 1971 av Perth-observatoriet. Den är uppkallad efter Patrice Harwood.
Asteroiden har en diameter på ungefär 6 kilometer.